# دستور السودان
دستور السودان هو الدستور المؤقت للسودان الذي وقعه ممثلون عن المجلس العسكري الانتقالي وتحالف قوى إعلان الحرية والتغيير في 4 أغسطس 2019.
حل هذا الدستور محل الدستور الوطني المؤقت لجمهورية السودان 2005 والذي تم تبنيه في 6 يوليو 2005، والذي تم تعليقه في 11 أبريل 2019 من قبل الفريق أحمد عوض بن عوف في الانقلاب العسكري عام 2019.

## تأريخ
تمت صياغة أول دستور دائم للسودان في عام 1973.[بحاجة لمصدر] وقد تضمن اتفاقية أديس أبابا (1972) التي أنهت الحرب الأهلية السودانية الأولى.[بحاجة لمصدر]
في 1 يوليو 1998، دخل دستور جديد حيز التنفيذ بعد الموافقة عليه من خلال استفتاء دستوري.

## الدساتير السابقة
- في 6 يوليو 2005، تم اعتماد الدستور الوطني المؤقت لجمهورية السودان 2005.[6] لكن تم تعليقه رسميًا بعد انقلاب عسكري أطاح بحكم رئيس البلاد عمر البشير لمدة 30 عامًا.[7][10]
- في 5 يوليو 2019، وافق تحالف قوى الحرية والتغيير، الذي يمثل شريحة واسعة من المواطنين وأحزاب المعارضة السياسية وجماعات المعارضة المسلحة الذين احتجوا لعدة أشهر منذ ديسمبر 2018 من خلال عصيان مدني هائل ومستمر، على صفقة مع المجلس العسكري الانتقالي لخطة تمتد لمدة 39 شهرًا لإعادة إنشاء المؤسسات السياسية للعودة إلى نظام ديمقراطي.[11]
- في 3 أغسطس 2019، تم استكمال الاتفاق السياسي اعتبارًا من يوليو بوثيقة دستورية أكثر شمولا تحتوي 70 مادة قانونية تم تنظيمها في 16 فصلاً سميت بمشروع الإعلان الدستوري.[4][5] في 4 أغسطس 2019، تم التوقيع مبدئيًا على مسودة الإعلان الدستوري[1][2] من قبل أحمد ربيع التابع لقوى إعلان الحرية والتغيير و نائب رئيس المجلس العسكري الانتقالي محمد حمدان دقلو، بحضور وسطاء الاتحاد الإثيوبي والاتحاد الأفريقي،[3] يحدد مشروع الإعلان الدستوري القيادة والمؤسسات والإجراءات لفترة انتقالية مدتها 39 شهرًا.[1][2]